# Ракево
Ра̀кево е село в Северозападна България. То се намира в община Криводол, област Враца.

## География
Ракево (до 1956: Ракьово село) – село във Врачанска област, 5 км северозападно от Криводол, 26 км северозападно от Враца. Население 1278 жители (1983); 983 жители (2003). Съставно селище на Криводолска община. Гара на жп линия Мездра-Видин. Разположено в западната част на Предбалкана, край двата бряга на река Ботуня, приток на Огоста (от поречието на Дунав), на височина ок. 100 м. Умереноконтинентален климат. Главно алувиални и сиви горски почви. Добре развито животновъдство (кравеферма, овцеферма), зърнопроизводство (царевица, пшеница), тревни фуражи, зеленчукопроизводство (до 90-те години на ХХ век).

## История
Днешното Ракьово село, така го наричат жителите на околните села, е пряк наследник на средновековното селище в местността Рушки трап и Манастира. То е заварено от поробителите с днешното си име, което е много лесно обяснимо – селото на Ракьо. Личното име Ракьо е от Райко, а Райко е произлязло от Радко с преход на „д“ в „ѝ“. Но кой е бил този Ракьо или Радко не може да се узнае. Дали е бил герой на селото или негов владетел, ще си остане тайна.
Село Ракьово е записано в османски документ от 1639 г. (РСт., I. с. 453). От стари хора се знае, че селото се е местило най-напред в Дупни кладенец, а после в Манастира поради чумни епидемии. В един документ от 1817 г., който се отнася за производители на пчелен мед, срещаме: „Дила от Ракьово село“ и пак „Дила от Ракьово село“ (Архив на Хаджитошеви, т. I, 1984,451, л. 64 и 67).
Стари родове в Ракьово село са: Гановци (това е родът на професор Ганов), Герговци, Гоцовци, Гълъбовци, Думановци, Заеците, Кожуарете, Коларците, Кюкюровци, Линдовци, Марковци, Мильовци, от които са произлезли Каменчовци, Лещаровци и Ранчовци, Минджаковци, Мислинкьовци, Пейовци, Пировци, Пишоранете, Стойновци, Цондовци, Цоновци (те са едно със Стефановци) и Ценковци (от тях са Чантовци). Изчезнали стари родове са Маджарете, Свинарете и Сълковци. Името на последния изчезнал Ракьовски род е от старобългарското име Съло, което произлиза от старобългарската дума сълъ и означава „пратеник“ и е еднакво с гръцкото лично име Апостол. В последните векове на владичеството тук дошли и се заселили от Станимъка (Асеновград) родовете Блюдовци, Даскаловци, Куцанковци и Лъговци. Според родовото предание те побягнали от Станимъка, за да не бъдат потурчени насила. През първата половина на XIX в. в Ракьово село дошли от разни места родовете: Дръндарете от село Урвене, Монкьовци и Мечковци от село Сумер, Бойчовци, Неновци и Рапонкьовци от село Балювица, Берковско, Коцовци от село Дива Слатина и Чульовци от колибите Врачански Веслец. През 1908 е завършено строителството на ж. п. линия Мездра – Видин и гара Ракьово и тук минава първият влак от Мездра за Видин. Гарата оживи селото и спомогна за заселването на левия бряг на река Ботуня и образуването на новия квартал край гарата (Николов, Богдан. „От Искър до Огоста“).
В землището на Ракьово село има много старинни имена на местности като: Барене, Ветрен, Об/в/ръшина, Скрапец, Скръчица, Слана локва, Ъсто и др., които потвърждават, че селото е основано още през българското средновековие и животът тук не е прекъсвал за дълги периоди от време.
През 1932 г. е построен водопровод, а през 1947 г. се построява с доброволен труд сградата на ЖП гарата. Селото е електрифицирано през 1948 г.
Медицинско обслужване в Ракево има още преди 1944 г. Помещава се в различни сгради. През 1970 г. се започва пристройка на Селския здравен участък. До 1989 г. съществуват лекарски, фелдшерски, зъболекарски кабинети и родилен дом, съответно с обслужващ медицински персонал – лекар, фелдшер, стоматолог, акушерка, санитар. На първия етаж на сградата се помещава в този период и аптеката.
През същата 1970 г. „старото училище“ е преустроено в цех за плетиво. През 1971 г. старата стопанска сграда става Дърводелски цех. „Старата воденица“ е реконструирана и преустроена в цех за креда. По същото време е благоустроена главната улица с направа на зелени алеи и пешеходни зони.
През 1963 г. започва да функционира фурна за хляб, която дълги години снабдява и съседните села Баурене и Добруша. През 1972 г. се пристроява сграда към фурната и се открива содо-лимонаден цех. През 1975 г. е отпочнато строителството на търговска сграда, която е завършена и открита през 1977 г. Тези така наречени „малки предприятия“ осигуряват години наред работни места за ракьовчени.
Днес в селото функционира мандра за производство на сирене и кашкавал. От три години съществува и цех за производство на шоколадови изделия.

## Население
Преброяване на населението през 2011 г.
Численост и дял на етническите групи според преброяването на населението през 2011 г.:
|                     | Численост | Дял (в %) |
| Общо                | 739       | 100,00    |
| Българи             | 627       | 84,84     |
| Турци               | 0         | 0,00      |
| Цигани              | 31        | 4,19      |
| Други               | 4         | 0,54      |
| Не се самоопределят | 0         | 0,00      |
| Неотговорили        | 73        | 9,87      |

## Културни и природни забележителности
Около извора „Смърдещец“ се виждат следи от праисторическо селище, което е обитавано през средния неолит (Николов, Б., Изв. муз. СЗ България, т. 18, 1992 г., с. 18). Върху естествено защитената тераса „Чульова дръмка“ са останките от укрепено селище, обитавано в края на медно-каменната епоха. Откъм изток, където е достъпната част на терасата, личат отбранителен окоп и вал. Земята от окопа е изхвърляна към селището и вероятно е имало и дървена палисада. Тракийско селище през желязната епоха е имало на Кочова поляна, а тракийски могилен некропол се издига на Маркова страна. В една от надгробните могили иманяри са разкрили погребение чрез трупоизгаряне, при което са намерени бронзови накити и глинени съдчета. Едното съдче е чернофирнисов кантарос, внесен от Гърция, а фибулите са тракийски тип. Изглежда е било богато погребение, но другите неща от гробния инвентар са разграбени (Николов, Б., Археология, 1972, кн. 3, с. 61 – 63, обр. 9 и 10).
Останки от средновековно селище и неговия некропол са разкрити в местността под Рушки трап. Намерените в гробовете накити и други предмети датират от периода IX-XIV в. В местността Манастира има развалини от едноапсидна средновековна църква, която е разрушена при поробването на България от турските нашественици в края на XIV в.

## Църква „Св. цар Борис I“
В основата на инициативата и дейността по събиране на средства и организирането градеж и вътрешна украса на църквата стои отец Стефан. Още с пристигането си в Ракево отец Стефан (Цено Маринов Нинов от гр. Козлодуй), след пенсионирането на свещеник Кирил Манчев през 1925 г., подема инициативата за построяване на православен храм в селото. Той е и председател на църковното настоятелство, чиито членове са Хаджи Дамян Рангелов, Христо Генков, Христо Върбанов, Петко Иванов и Петър Митов. Според архива на Врачанска митрополия недостига на средства, особено в последните 1938, 1939 и 1940 година забавят строежа. Съхраняват се преписки между черковното настоятелство, отец Стефан и Врачанския митрополит Паисий, с преписи до Областния директор за този период. Изпълнението на строежа е възложено на арх. Дограмаджиев, който изработва и паметника в центъра на селото. Църковното настоятелство с решение от 21 януари 1940 г. „Възлага на художника иконописец Илия Петров от София да ни благоукраси храма“, който изпълнява възложената му дейност по „стенната иконопис“ в срок и според договореното. Комисия, назначена от Врачанския митрополит Паисий, констатира след преглед на изработените от резбаря Цветко Младенов Пелов иконостас и архиерейски трон, че „работата е акуратна и добросъвестна“.